# غريفز بي. أرسكين
غريفز بي. أرسكين (بالإنجليزية: Graves B. Erskine)‏ هو ضابط أمريكي، ولد في 28 يونيو 1897 في كولومبيا في الولايات المتحدة، وتوفي في 21 مايو 1973 في بيثيسدا في الولايات المتحدة.